# MED-EL
MED-EL es una empresa global de tecnología que se dedica a la investigación en el área de la pérdida auditiva, desarrolla y fabrica sistemas auditivos implantables tales como implantes cocleares, implantes de oído medio, implantes auditivos de conducción ósea, sistemas de implantes auditivos de estimulación  electroacústica e implantes auditivos de tronco cerebral.  La empresa tiene su casa matriz en Innsbruck, Austria,  y fue fundada en 1990.  MED-EL es una empresa privada, dirigida por uno de sus propietarios, Ingeborg Hochmair, una científica e investigadora reconocida a nivel internacional.

## Antecedentes
Los científicos austríacos Ingeborg y Erwin Hochmair desarrollaron el primer implante coclear  microelectrónico multicanal del mundo. Este dispositivo se implantó por primera vez en 1977 en Viena, y marcó un hito en el tratamiento de la sordera. Tras introducir desarrollos adicionales en la tecnología, el matrimonio Hochmair fundó MED-EL en Innsbruck, Austria, en 1990. En 2003, el fisiólogo norteamericano e inventor galardonado Geoffrey R. Ball, asumió el cargo de Director de Tecnología de la unidad de negocios VIBRANT MED-EL

## Premios
En 2004, la  Universidad Técnica de Múnich les otorgó a Ingeborg y Erwin Hochmair el Doctorado Honorario en Medicina en su calidad de “Pioneros de la tecnología para la disminución de la capacidad auditiva” por haber desarrollado el primer implante coclear  multicanal con tecnología híbrida. En 2013, Ingeborg Hochmair recibió el prestigioso premio Lasker-DeBakey Clinical Medical Research Award en Nueva York por haber desarrollado el implante coclear microelectrónico multicanal.

## Investigación y desarrollo

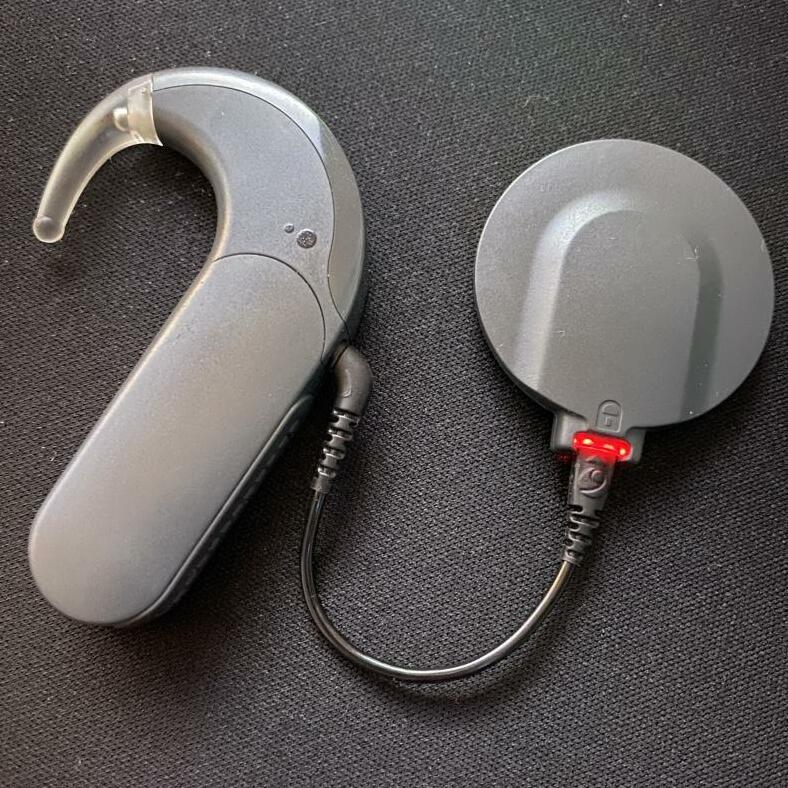
MED-EL Sonnet 2

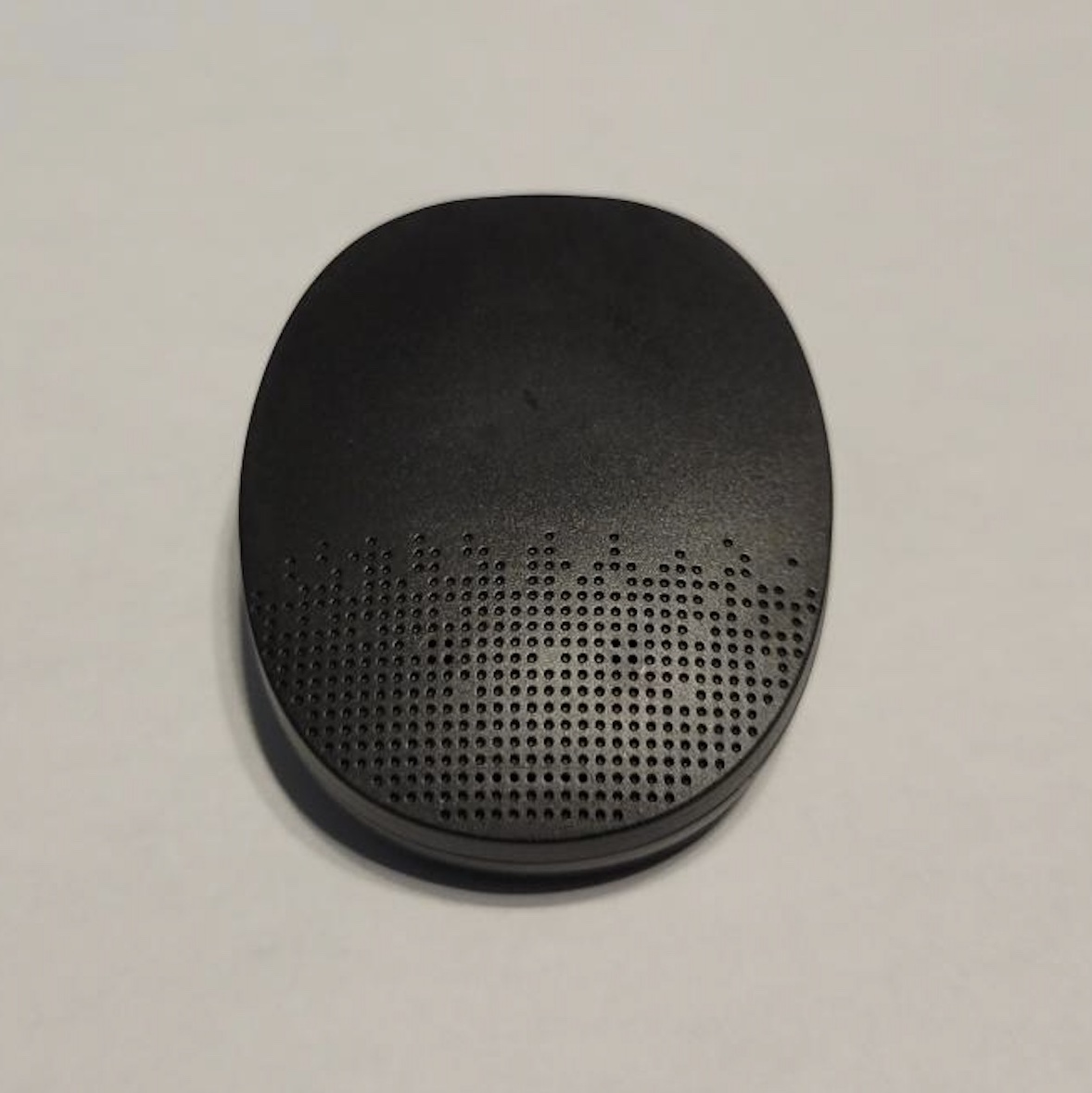
MED-EL Rondo 3

El área de investigación y desarrollo es sumamente importante en MED-EL, entre otros motivos porque Ingeborg Hochmair no solo es la CEO de la empresa, sino también la Directora de Tecnología. Desde su creación, MED-EL ha invertido constantemente en investigación y desarrollo. Tal es así que en agosto de 2013, la empresa inauguró un nuevo edificio dedicado específicamente a investigación y desarrollo.
MED-EL fue la primera empresa en el mundo en desarrollar:
- 1977 Implante coclear microelectrónico multicanal
- 1991 Procesador retroauricular (detrás del oído)
- 1994 Guía de electrodos capaz de estimular la cóclea en toda su extensión
- 1996 Implante bilateral para brindar capacidad de audición binaural
- 1996 Implante multicanal miniatura (4 mm de espesor)
- 1999 Diseño del procesador retroauricular que hizo obsoleto el procesador que se lleva en el cuerpo (body-worn processor obsolete)
- 2005 Sistema EEA que integra la estimulación eléctroacústica
- 2006 Procesador sin interruptores con control remoto
- 2006 Guía de electrodos FLEX desarrollada específicamente para una colocación menos traumática
- 2006 Tecnología FineHearing™ que proporciona la información más sutil del sonido
- 2007 FLEXEAS, indicado para la sordera parcial
- 2008 Sistema de implante de oído medio VIBRANT SOUNDBRIDGE® con indicación ampliada para la pérdida auditiva conductiva y mixta
- 2009 Sistema de implante para Oído medio  para niños
- 2012 Sistema de implante de  Conducción ósea  BONEBRIDGE[9]
- 2013 Lanzamiento del RONDO®, el primer procesador de una sola unidad para  implantes cocleares.[10]
- 2013 MED-EL es la primera empresa dedicada a implantes auditivos que recibe la marca de aprobación CE para comercializar implantes cocleares para la indicación de pérdida auditiva unilateral en niños y adultos
- 2014 Implante coclear  SYNCHRONY.  Permite realizar resonancias magnéticas de 3.0 Tesla sin necesidad de retirar el imán[11]

MED-EL opera en más de 100 países en todo el mundo, incluidos países de Europa, América, Medio Oriente, Asia y Australia. Su casa matriz está en Innsbruck, Austria.